# Staatskommission zur Feststellung von Verbrechen der Okkupanten und ihrer Helfer
Die Staatskommission zur Feststellung von Verbrechen der Okkupanten und ihrer Helfer (serbokroatisch Државна комисија за утврђивање злочина окупатора и њихових помагача Državna komisija za utvrđivanje zločina okupatora i njihovih pomagača; kurz DKZ) war die staatliche Kriegsverbrecherkommission des kommunistischen Jugoslawien. Die Staatskommission und die ihr nachgeordneten Landeskommissionen hatte den Auftrag Beweis- und Anklagematerial zu Kriegsverbrechen zu sammeln, die im Zweiten Weltkrieg von der deutschen und italienischen Besatzungsmacht sowie ihren Kollaborateuren begangen wurden. Sie sollte einheimische und ausländische Kriegsverbrecher und sogenannte „Volksfeinde“ ermitteln und die personellen und materiellen Verluste erheben. Dabei stand die DKZ in engem Kontakt mit der Geheimpolizei OZNA, den Militärbehörden bzw. -anklägern und der Institution des „öffentlichen Anklägers“ (javni tužilac) und stellte diesen ihre Recherchen zur Verfügung. Die Arbeit der Kommissionen wurde für die Anklage in politischen Prozessen, Auslieferungsanträge von mutmaßlichen Kriegsverbrechern im Ausland und kommunistische Propaganda und Geschichtsschreibung verwendet. Bis zum Tod Titos (1892–1980) wurden Zweifel an der Arbeit der Kommissionen und der Zahl der Kriegsopfer streng geahndet.

## Geschichte, Organisation und Ergebnisse
Die DKZ wurde am 30. November 1943 nach sowjetischem Vorbild (siehe Außerordentliche Staatliche Kommission) durch Beschlüsse des AVNOJ gegründet. Ihre Aufgabe sollte es sein, Kriegsverbrechen zu beschreiben und darüber Informationen, wie z. B. Personalien der Täter, Opfer, Zeugen sowie Beweise und Indizien zu sammeln, um darüber sogenannte Entscheide zu fertigen. Vorsitzender der DKZ wurde Dušan Nedeljković (1899–1984).
Als Bundesbehörde hatte die DKZ ihren Sitz in Belgrad und entsprechende Kommissionen auf der Ebene der jugoslawischen Teilrepubliken, die ihr zuarbeiteten. Zwischen Februar und Dezember 1944 wurden für die sechs jugoslawischen Teilrepubliken jeweils Landeskommissionen sowie eine Provinzkommission für die Vojvodina und zwei Gebietskommissionen für den Kosovo und den Sandžak gegründet. Nachfolgend wurden Kommissionen auf Kreis-, Bezirks- und Gemeindeebene sowie 28 Enquetekommissionen für „Verbrechen von besonderem Ausmaß und spezifischem Charakter“ gegründet. Somit umfasste die Organisationshierarchie mehr als 1.600 Kommissionen mit einer Belegschaft, deren Kompetenzen teilweise untereinander umstritten waren.
Die DKZ und die Landeskommissionen richteten spezifische Untersuchungskommissionen ein, um unter anderem den Schaden des Luftangriffs auf Belgrad 1941, die Verbrechen im KZ Banjica und im KZ Jasenovac und die Verbrechen gegenüber den Juden in Sarajevo, Skopje und Bitolj, aber auch die Deportation von Slowenen nach Serbien und die Germanisierung slowenischer Kinder in steirischen Schulen zu erheben. Dabei untersuchten 52 Referate die deutschen, 47 die italienischen, 13 die magyarischen, 2 die bulgarischen, 16 die der Ustaša, 2 die Tschetniks und 1 die albanischen Verbrechen.
Bis zu ihrer Auflösung am 12. April 1948 erstellte die DKZ (einschließlich aller Landeskommissionen) Entscheide über Verbrechen von 49.245 „einheimischen Verrätern“, Kriegsverbrechern und Angehörigen der Kollaboration (vor allem kroatische Militärs und Funktionäre des Unabhängigen Staates Kroatien, Angehörige der Slowenischen Heimwehr sowie serbische und montenegrinische Tschetniks). Daneben wurden 17.175 „ausländische“ Kriegsverbrecher bzw. Angehörige der Besatzungsmächte registriert, von denen der Kommission der Vereinten Nationen für Kriegsverbrechen nur 4.800 Personen gemeldet wurden. Die UN-Kommission setzte schließlich 2.868 Personen auf die Liste der international gesuchten Kriegsverbrecher, unter ihnen 1.711 Deutsche, 923 Italiener, 178 Bulgaren, 54 Magyaren und zwei Albaner.